# اندیس چاه گبری
چاه گبری یک اندیس فلزی است که در حوالی شهر مصر استان سمنان قرار دارد و مادهٔ معدنی موجود در آن، منگنز است.  